# Chủ nghĩa tư bản phúc lợi
Chủ nghĩa tư bản phúc lợi là chủ nghĩa tư bản bao gồm các chính sách phúc lợi xã hội. Chủ nghĩa tư bản phúc lợi cũng là thực tế của các doanh nghiệp cung cấp các dịch vụ phúc lợi cho nhân viên của họ. Chủ nghĩa tư bản phúc lợi theo nghĩa thứ hai này, hay chủ nghĩa công nghiệp, tập trung vào các ngành công nghiệp sử dụng lao động lành nghề và đạt đỉnh điểm vào giữa thế kỷ XX. Ngày nay, chủ nghĩa tư bản phúc lợi thường gắn liền với các mô hình chủ nghĩa tư bản được tìm thấy ở Trung Âu và Bắc Âu, chẳng hạn như mô hình Bắc Âu và Kinh tế thị trường xã hội. Trong một số trường hợp chủ nghĩa tư bản tồn tại trong một nền kinh tế hỗn hợp, nhưng các quốc gia phúc lợi có thể và tồn tại độc lập với các chính sách chung cho các nền kinh tế hỗn hợp như can thiệp của nhà nước và quy định rộng rãi.

## Chủ nghĩa tư bản phúc lợi hiện đại
Nhà kinh tế học người Đức thế kỷ 19, Gustav von Schmoller, đã định nghĩa chủ nghĩa tư bản phúc lợi như là quy định của chính phủ về phúc lợi của người lao động và công chúng thông qua luật xã hội. Tây Âu, Scandinavia, Canada và Úc là những khu vực được ghi nhận cho các điều khoản về phúc lợi của họ, mặc dù các quốc gia khác đã tài trợ công khai y tế phổ thông và các yếu tố khác của nhà nước phúc lợi.

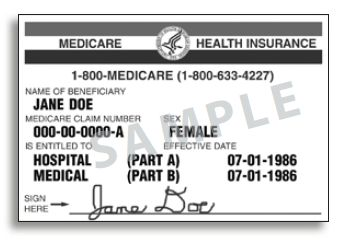
Một mẫu thẻ bảo hiểm Y tế

Esping-Andersen phân loại ba truyền thống khác nhau về cung cấp phúc lợi trong cuốn sách 'Ba thế giới của chủ nghĩa tư bản phúc lợi' của ông năm 1990; Dân chủ xã hội, Dân chủ Kitô giáo (chủ nghĩa bảo thủ) và chủ nghĩa tự do. Mặc dù ngày càng bị chỉ trích, các phân loại này vẫn được sử dụng phổ biến nhất trong việc phân biệt các loại trạng thái phúc lợi hiện đại, và đưa ra một điểm khởi đầu vững chắc trong phân tích như vậy. Nó đã được lập luận rằng những kiểu chữ này vẫn là một công cụ nghiên cứu cơ bản cho các học giả phúc lợi, ngay cả đối với những người cho rằng phân tích chuyên sâu về một trường hợp là phù hợp hơn để nắm bắt sự phức tạp của các thỏa thuận chính sách xã hội khác nhau. Các kiểu chữ phúc lợi có chức năng cung cấp một thấu kính so sánh và đặt ngay cả trường hợp đơn lẻ vào quan điểm so sánh (Ferragina và Seeleib-Kaiser 2011).
Tình trạng phúc lợi xã hội-Dân chủ lý tưởng dựa trên nguyên tắc phổ quát cấp quyền truy cập vào các lợi ích và dịch vụ dựa trên quyền công dân. Tình trạng phúc lợi như vậy được cho là cung cấp một mức độ tự chủ tương đối cao, hạn chế sự phụ thuộc của gia đình và thị trường (Ferragina và Seeleib-Kaiser 2011). Trong bối cảnh này, các chính sách xã hội được coi là 'chính trị chống lại thị trường' (Esping-Andersen 1985). Các quốc gia phúc lợi dân chủ Kitô giáo dựa trên nguyên tắc của các công ty con và sự thống trị của các chương trình bảo hiểm xã hội, cung cấp mức độ giải phóng trung bình và mức độ phân tầng xã hội cao. Chế độ tự do dựa trên khái niệm thống trị thị trường và cung cấp tư nhân; lý tưởng, nhà nước chỉ can thiệp để cải thiện đói nghèo và cung cấp cho các nhu cầu cơ bản, chủ yếu là trên cơ sở có phương tiện được kiểm nghiệm. Do đó, tiềm năng giải phóng các lợi ích của nhà nước được giả định là thấp và phân tầng xã hội cao (Ferragina và Seeleib-Kaiser 2011).
Dựa trên chỉ số Esping-Andersen được chia thành các chế độ tư bản phúc lợi gồm18 nước OECD (Esping-Andersen 1990: 71):
1. Chủ nghĩa Tự do: Úc, Nhật, Thụy Sĩ và Mỹ;
2. Chủ nghĩa bảo thủ: Áo, Bỉ, Pháp, Đức và Ý;
3. Xã hội dân chủ: Đan Mạch, Phần Lan, Hà Lan, Na Uy, Thụy Điển
4. Không phân loại rõ ràng: Ireland, New Zealand và Vương quốc Anh.

18 quốc gia này có thể được đặt liên tục từ các nước dân chủ thuần túy nhất, Thụy Điển, sang một nước tự do nhất, Hoa Kỳ (Ferragina và Seeleib-Kaiser 2011).